# Réserve naturelle de Sandholmen
La réserve naturelle de Sandholmen  est une petite réserve naturelle norvégienne qui est située dans la municipalité de Bærum dans le comté d'Akershus.

## Description
La réserve naturelle de Sandholmen a été créée en 1978. La zone couvre l'îlot de Sandholmen avec les récifs adjacents et les zones maritimes adjacentes à une distance de 50 mètres de la terre ou du rivage sur le continent.
Le but de la conservation est de préserver le cadre de vie de la vie végétale et animale, notamment du point de vue des oiseaux marins et de leurs lieux de nidification. Sandholmen abrite principalement une importante colonie de mouette rieuse. Sinon, il existe une sélection représentative d'oiseaux de l'archipel typiques de l'Oslofjord intérieur.
Il y a une interdiction de débarquement dans la période du 15 avril au 15 Juillet.